# Serie B FIAF 1990
La Serie B FIAF 1990 è stata la sesta edizione del terzo livello del campionato italiano di football americano (terza con la denominazione B); è stato organizzato dalla Federazione Italiana American Football.

## Regular season

### Classifica

#### Girone A
| Pos. | Squadra                   | %V   | G | V | N | P | PF  | PS  |
| ---- | ------------------------- | ---- | - | - | - | - | --- | --- |
| 1    | Squali Golfo del Tigullio | .875 | 8 | 7 | 0 | 1 | 214 | 30  |
| 2    | Hammers Cantù             | .688 | 8 | 5 | 1 | 2 | 106 | 96  |
| 3    | Wasps Vigevano            | .625 | 8 | 5 | 0 | 3 | 55  | 63  |
| 4    | Knights Alessandria       | .250 | 8 | 2 | 0 | 6 | 60  | 155 |
| 5    | Starfighters Ciriè        | .000 | 8 | 0 | 0 | 8 | 54  | 145 |

#### Girone B
| Pos. | Squadra            | %V   | G  | V | N | P | PF  | PS  |
| ---- | ------------------ | ---- | -- | - | - | - | --- | --- |
| 1    | Fighters Pordenone | .850 | 10 | 8 | 1 | 1 | 238 | 60  |
| 2    | Redskins Verona    | .800 | 10 | 8 | 0 | 2 | 294 | 72  |
| 3    | New Giants Bolzano | .550 | 10 | 5 | 1 | 4 | 172 | 142 |
| 4    | Zebre Udine        | .450 | 10 | 4 | 1 | 5 | 98  | 160 |
| 5    | Wildcats Vicenza   | .250 | 10 | 2 | 1 | 7 | 88  | 218 |
| 6    | Leoni Palmanova    | .100 | 10 | 0 | 2 | 7 | 76  | 314 |

#### Girone C
| Pos. | Squadra            | %V   | G | V | N | P | PF  | PS  |
| ---- | ------------------ | ---- | - | - | - | - | --- | --- |
| 1    | Rivers Pontedera   | .875 | 8 | 7 | 0 | 1 | 220 | 33  |
| 2    | Apaches Firenze    | .875 | 8 | 7 | 0 | 1 | 151 | 49  |
| 3    | Fogs Reggio Emilia | .438 | 8 | 3 | 1 | 4 | 51  | 79  |
| 4    | Trappers Cecina    | .188 | 8 | 1 | 1 | 6 | 33  | 185 |
| 5    | Flyers Segrate     | .125 | 8 | 1 | 0 | 7 | 40  | 149 |

#### Girone D
| Pos. | Squadra                   | %V   | G | V | N | P | PF  | PS  |
| ---- | ------------------------- | ---- | - | - | - | - | --- | --- |
| 1    | Linci Roma                | .938 | 8 | 7 | 1 | 0 | 306 | 114 |
| 2    | Renegades Firenze         | .688 | 8 | 5 | 1 | 2 | 140 | 156 |
| 3    | Cavalieri Castelli Romani | .675 | 8 | 5 | 0 | 3 | 178 | 136 |
| 4    | Oaks Napoli               | .250 | 8 | 2 | 0 | 6 | 136 | 189 |
| 5    | Green Hawks Barletta      | .000 | 8 | 0 | 0 | 8 | 80  | 245 |

#### Girone E
| Pos. | Squadra            | %V    | G | V | N | P | PF  | PS  |
| ---- | ------------------ | ----- | - | - | - | - | --- | --- |
| 1    | Cardinals Palermo  | 1.000 | 9 | 9 | 0 | 0 | 440 | 58  |
| 2    | Blackstars Palermo | .667  | 9 | 6 | 0 | 3 | 279 | 171 |
| 3    | Kaimani Erice      | .222  | 9 | 2 | 0 | 7 | 104 | 312 |
| 4    | Greenserr Vittoria | .222  | 9 | 2 | 0 | 7 | 100 | 303 |

#### Girone F
| Pos. | Squadra           | %V   | G | V | N | P | PF  | PS  |
| ---- | ----------------- | ---- | - | - | - | - | --- | --- |
| 1    | Elephants Catania | .813 | 8 | 6 | 1 | 1 | 228 | 82  |
| 2    | Red Eagles CZ     | .438 | 8 | 3 | 1 | 4 | 114 | 175 |
| 3    | Achei Crotone     | .125 | 8 | 1 | 0 | 7 | 82  | 246 |

## Verdetti
- Cardinals Palermo e Linci Roma promossi in A2.